# تشارلز جوزيف تشامبرلين
تشارلز جوزيف تشامبرلين (بالإنجليزية: Charles Joseph Chamberlain)‏ (23 فبراير 1863 - 5 فبراير 1943) عالم نبات أمريكي .